# 김용섭 (컨설턴트)
김용섭은 대한민국의 컨설턴트이다.

## 경력
- 2003년 ~ 2008년 : 숙명여자대학교 원격대학원 강사
- 2005년 ~ 2010년 : 머니투데이 칼럼니스트
- 2006년 ~ : 날카로운상상력연구소 소장
- 2008년 ~ 2008년 : Daum 열린사용자위원회 부위원장
- 2008년 ~ 2014년 : 한경닷컴 칼럼니스트
- 2013년 ~ 2013년 : Seri CEO 강사
- 2014년 ~ 2015년 : 주간동아 칼럼니스트
- 2015년 ~ : 휴넷 CEO 강사

## 저서
- 《언컨택트》. 퍼블리온. 2020년. ISBN 9791197016806